# Sala Vermeil

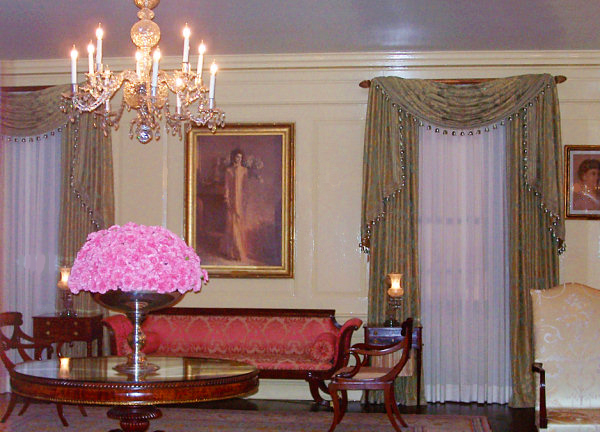
La Sala Vermeil bajo la administración de George W. Bush, en la pared un retrato de Jacqueline Kennedy.

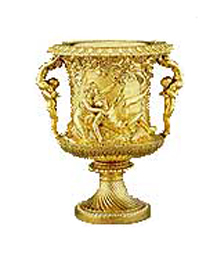
Cubitera realizada por el orfebre Philip Rundell (1746-1827).

Planta baja de la Casa Blanca. La Sala Vermeil es el cuarto coloreado en dorado a la derecha del plano.

La  Sala Vermeil  (Vermeil Room) o Sala dorada (Gold Room) es un salón situado en la planta baja de la Casa Blanca, residencia del presidente de Estados Unidos. Se encuentra en el lado sur y sus ventanas dan al jardín sur de la Casa Blanca. 
La sala alberga una colección de plata en Vermeil (plata dorada) donada en 1956 a la Casa Blanca por Margaret Thompson Biddle. También hay siete retratos de Primeras damas de Estados Unidos. La Sala Vermeil tiene un salón y baño.
La obra ha sido objeto de varias reformas y renovación bajo la administración Kennedy, Nixon, Bush padre y Bush hijo.